# شوخات
شهر شِوِخات  (به آلمانی: Schwechat) در استان نیدراسترایش با جمعیت ۱۶٬۰۶۵ نفر در کشور اتریش واقع شده‌است.